# Joachim Messing
Joachim W. Messing (Duisburgo, 10 de setembro de 1946  — Somerset, 13 de setembro de 2019) foi um biólogo estadunidense nascido na Alemanha.
Formou-se em Farmácia na Universidade de Düsseldorf, no ano de 1968. Atuou como professor de biologia molecular e o quarto diretor do Instituto Waksman de Microbiologia da Universidade Rutgers.
Messing morreu em sua casa em Somerset, Nova Jérsia, em 13 de setembro de 2019, três dias após seu 73º aniversário.

## Prêmios e honrarias
- 2002 Fellow da Associação Americana para o Avanço da Ciência
- 2007 Membro da Academia Leopoldina
- 2013 Prêmio Wolf de Agronomia[3]